# De zalige ziener
De zalige ziener is een stripverhaal uit de reeks van Suske en Wiske. Het is geschreven door Peter Van Gucht en getekend door Luc Morjaeu. Het kwam uit als 357ste album in de Vierkleurenreeks op 7 april 2021.

## Personages
- Suske, Wiske, Lambik Jerom, tante Sidonia, professor Barabas, vuilnismannen, Sinti, Madame Loventa (waarzegster), huisarts, buurman van Lambik, verkoper, mensen die hun toekomst laten voorspellen, mijnheer Verkwist, mevrouw Kassandra, presentator, mensen in hotel, politie

## Locaties
- huis van Lambik en Jerom, woonwagenkamp, zakenkantoor Verkwist, tv studio, huis en laboratorium van professor Barabas, hotel in Yomodani

## Uitvindingen
- Gyronef

## Verhaal
Lambik voelt zich een nietsnut en zelfs zijn bolhoed helpt niet. Hij wil zijn toekomst laten voorspellen en bezoekt Madame Loventa. Ze vertelt dat Lambik is gezonden door Garamasala en haar opvolger is. Lambik krijgt haar amulet waarna de vrouw verdwijnt. Jerom gelooft niets van de verhalen van Lambik. Als Lambik de hanger wil afdoen, voelt hij zich heel slecht. Bij de huisarts ontdekt Lambik dat hij de toekomst kan zien als hij de hanger in zijn hand houdt. Lambik koopt de woonwagen die van Madame Loventa was en krijgt al snel succes als waarzegger. Die nacht droomt hij en Garamasala waarschuwt dat hij zal overlijden als hij de hanger af doet. Garamasala roept Lambik op de hanger terug te brengen.
Waarzegster Kassandra heeft helemaal geen succes en wordt door mijnheer Verkwist de laan uit gestuurd. Ze krijgt berichten over Lambik en herkent zijn hanger. Ze wil dit amulet zelf en probeert het te kopen, maar Lambik weigert. Hij heeft inmiddels zalen vol fans en wordt steeds succesvoller. Hij komt zelfs op de tv bij de show Paranormalissimo. Kassandra belt naar de show met een smoes, maar Lambik kan voorspellen wat de waarheid is. Die nacht droomt Lambik weer over Garamasala en Jerom houdt als waakhond de wacht. Hij kan voorkomen dat Kassandra de amulet steelt. Lambik krijgt dan een visioen over Sidonia. Hij is doodsbang dat hij haar ongeluk zal aandoen en vlucht.
De vrienden vinden Lambik en ze besluiten naar professor Barabas te gaan. In een oud boek vindt de professor informatie over Garamasala; de eigenaar van het zevende chakra. Dit chakra geeft inzicht in tijd en ruimte en een amethist versterkt de gave. Dan blijkt dat de amulet vroeger gestolen is en dat degene die hem draagt vervloekt is(de amulet is het zevende chakra). De vrienden besluiten het object dan terug te brengen en vliegen met de gyronef naar een dorpje op de grens van Nepal en India. Als ze in Yomodani aankomen, blijkt de tempel lastig te vinden.
Suske en Wiske ontdekken dat Lambik er alleen vandoor is gegaan en ze proberen hem te vinden. Ze weten niet dat Kassandra hen weer stiekem volgt. Lambik vindt de tempel en vlak voor hij de amulet terug wil plaatsen, wordt hij tegengehouden door Kassandra. Ze krijgt de amulet in handen en hangt hem om haar nek, waarna Lambik in een standbeeld aan de voet van de tempel verandert. Suske en Wiske kunnen de amulet weer van haar afpakken, waarna het standbeeld Lambik beloont voor de moeite die hij heeft gedaan om het voorwerp terug te brengen. Hij wordt weer tot leven gewekt, dit was de wens van Suske en Wiske die de amulet weer terugplaatsten. Kassandra en de andere personen die de amulet in het verleden hebben gebruikt, verdwijnen naar het hiernamaals. Haar beeld staat nu aan de voet van de tempel en de vrienden gaan samen naar huis.